# Маяковське
Маяковське (рос. Маяковское) — селище Гусєвського району, Калінінградської області Росії. Входить до складу Маяковського сільського поселення.
Населення —  913 осіб (2015 рік). 

## Населення
| 2002 | 2010 |
| ---- | ---- |
| 857  | ↗913 |